# Change (álbum de Sugababes)
Change es el quinto álbum de estudio del grupo de pop británico Sugababes, publicado el 8 de octubre de 2007 en Europa y el 27 del mismo mes en América. Se trata del primer lanzamiento de Sugababes en el territorio americano. Su primer sencillo, "About You Now", que salió a la venta el 1 de octubre, ha recibido excepcionales críticas en Reino Unido, situándolo como "una obra maestra del pop electro" en el diario The Sun.

## Lista de canciones
1. "About You Now"
2. "Never Gonna Dance Again"
3. "Denial"
4. "My Love Is Pink"
5. "Change"
6. "Back When"
7. "Surprise"
8. "Back Down"
9. "Mended by You"
10. "3 Spoons of Suga"
11. "Open the Door"
12. "Undignified"